# Vlinders aan de Vliet
Vlinders aan de Vliet is een overdekte vlindertuin aan de Veursestraatweg in de Nederlandse plaats Leidschendam, waar bezoekers in een junglekas, tussen ruim 1500 vlinders, de sfeer kunnen proeven van de Midden-Amerikaanse jungle.
Los vliegende tropische vogels, reptielen in terraria en een grote vijver met onder meer Arowana's versterken deze sfeer sterk.
Het park is erg populair bij beoefenaars van de macrofotografie. Vlinders aan de Vliet is lid van de International Association of Butterfly Exhibitors & Suppliers en van Dier en Park.
De vlindertuin werd geopend op 2 mei 2006.